# Be True to Your School
«Be True to Your School» es una canción escrita por Brian Wilson y Roger Christian para The Beach Boys. La versión de esta canción fue grabada el lunes 2 de septiembre de 1963. Aparece en el álbum Little Deuce Coupe. La canción habla de la Universidad de Wisconsin "On Wisconsin". 

## Escritura
La canción fue escrita por Brian Wilson y Mike Love (así quedó establecido después del juicio de Mike, en donde ganó derechos de autor de varias canciones), primero fue grabada en la sesión 1 de la grabación del álbum Little Deuce Coupe de 1963. Durante aquel día, ellos grabaron "Ballad of Ole' Betsy", una melodía sobre un coche clásico, escrito por Brian Wilson y el antiguo DJ Roger Christian, otras baladas de automóviles en el álbum son "Car Crazy Cutie", "Cherry, Cherry Coupe", "Spirit of America", "No-Go Showboat" y "A Young Man is Gone".

## Grabación
The Beach Boys grabaron dos versiones de estudio de esta canción. La grabación original, que apareció en el álbum, era más lenta en comparación a la que fue publicada como un sencillo, esta versión tiene "gritos de porristas o animadoras" antes del primer coro, y después el segundo y tercero. La llevaron para la versión de sencillo, más tarde esa semana, en la misma sesión de estudio que Brian y Mike gestan la idea original para "Fun, Fun, Fun". La voz principal en "Be True To Your School" es realizada por Mike, los niños Sindi y Tommy cantan la voz de fondo. La versión de sencillo tiene en el lado B "In My Room", una colaboración entre Brian y Gary Usher, publicada por Capitol y llegando al n.º 6 en los Estados Unidos.

## Publicaciones
La canción primero fue publicada en el álbum Little Deuce Coupe de 1963, también en el exitoso álbum doble Endless Summer de 1974, en Made in U.S.A. de 1986, en el exitoso box set Good Vibrations: Thirty Years of The Beach Boys de 1993, en el disco de estudio Stars and Stripes, Vol. 1 de 1996 aparece una nueva grabación con Toby Keith, en la primera serie de The Greatest Hits - Volume 1: 20 Good Vibrations de 1999, esta mezcla destacó por la grabación instrumental sobre un canal y la grabación vocal sobre otro canal, también en Classics selected by Brian Wilson de 2002 (es una serie de canciones elegidas por el mismo Brian Wilson), en el exitoso compilado de 2003 Sounds of Summer: The Very Best of The Beach Boys, en Platinum Collection: Sounds of Summer Edition de 2005 y en el box que junta los sencillos de la banda U.S. Singles Collection: The Capitol Years, 1962-1965 de 2008 y en el box Made in California de 2013.

### En vivo
La canción fue interpretada en vivo para Good Timin': Live at Knebworth England 1980 editado en 2002 y en Live – The 50th Anniversary Tour de 2013 en el marco de sus cincuenta años de carrera.